# Rudolf Raff

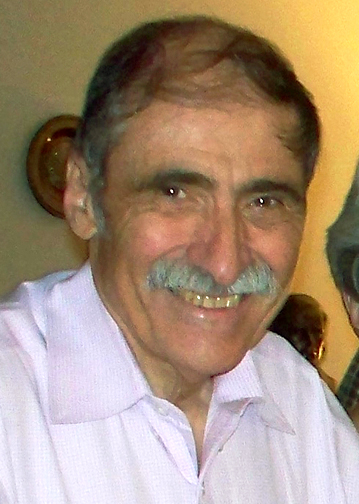
Rudolf Raff (2011)

Rudolf Albert Raff (* 10. November 1941 in Shawinigan, Québec; † 5. Januar 2019 in Bloomington, Indiana) war ein US-amerikanischer Entwicklungs- und Evolutionsbiologe.
Raff studierte an der Pennsylvania State University mit dem Bachelor-Abschluss 1963 und wurde 1967 an der Duke University in Biochemie promoviert. Von 1967 bis 1969 war er Offizier am Forschungsinstitut für Radiobiologie der US-Armee und von 1969 bis 1971 als Post-Doktorand am Massachusetts Institute of Technology. Ab 1971 war er Associate Professor am Indiana Molecular Biology Institute (dessen Direktor er ab 1983 war) und ab 1980 Professor an der Indiana University. Dort war er James H. Rudy Professor und ab 2002 Distinguished Professor.
Von 1980 bis 1982 war er Chief Instructor in Embryologie am Marine Biological Laboratory in Woods Hole.
Raff forschte über die Entwicklungsbiologie im Rahmen der Evolution des Körperplans von Tieren und die Molekularbiologie der frühen Embryo-Entwicklung.
1987/88 war er Guggenheim Fellow, er war Fellow der American Association for the Advancement of Science (2010) und der American Academy of Arts and Sciences (2000) und 2004 erhielt er den Sewall Wright Award und die Daniel Giraud Elliot Medal. 2001 erhielt er die Alexander-Kowalewski-Medaille in Sankt Petersburg.
Rudolf Raff war US-amerikanischer Staatsbürger.

## Schriften
- The shape of life: genes, development, and the evolution of animal form, University of Chicago Press, 1996, ISBN 978-0-226-70266-7
- Herausgeber mit William R. Jeffery: Time, space, and pattern in embryonic development, A.R. Liss, 1983, ISBN 978-0-8451-2201-3
- Once We All Had Gills, Growing Up Evolutionist in an Evolving World, Indiana University Press 2012, ISBN 978-0-253-00235-8